# Allgemeine Pädagogik

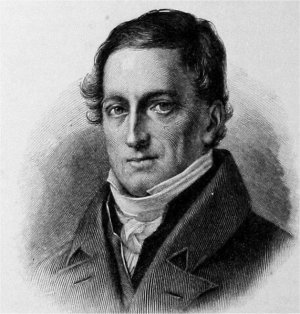
Johann Friedrich Herbart, der Begründer der Allgemeinen Pädagogik

Die Allgemeine Pädagogik ist diejenige wissenschaftliche Teildisziplin innerhalb der Pädagogik bzw. Erziehungswissenschaft, die sich mit den theoretischen Grundlagen und Grundbegriffen von Bildung und Erziehung beschäftigt. Ihr Gegenstand sind darüber hinaus spezifisch erziehungswissenschaftliche Forschungsmethoden und Methodologie sowie „Querschnittsthemen, die für alle feld-, klientel- oder institutionenorientierten Teildisziplinen bedeutsam sind“. Dazu gehören gemäß der Deutschen Gesellschaft für Erziehungswissenschaft neben Bildungs- und Erziehungsphilosophie auch pädagogische Anthropologie und Wissenschaftstheorie.

## Geschichte
Als Begründer der Allgemeinen Pädagogik gilt Johann Friedrich Herbart (1776–1841), der – ausgehend vom Begriff der Bildsamkeit – als erster den Versuch unternahm, die Begriffe Erziehung und Unterricht theoretisch zu begründen. Sein Thema war nicht diese und jene Erziehung, sondern Erziehung überhaupt. Mit seinem 1806 erschienenen Buch Allgemeine Pädagogik aus dem Zweck der Erziehung abgeleitet hat Herbart dem Fach auch seinen Namen gegeben.
Im Jahr 1947 veröffentlichte Alfred Petzelt, ein Schüler Richard Hönigswalds, eine „Systematische Pädagogik“, die darauf zielte, die Pädagogik nach Maßgabe des Vernunftgedankens des Neukantianismus zu reorganisieren. 1962 folgte ihm Theodor Ballauff. Im Zentrum der Systematischen Pädagogik stehen, wie Dietrich Benner gezeigt hat, nicht wissenschaftstheoretische und forschungslogische, sondern „kategoriale Bestimmungen des Gegenstandes theoretischer und praktischer Pädagogik“. Heute weist die Allgemeine Pädagogik sich nur noch vereinzelt als „Systematische Pädagogik“ aus. So war etwa Johanna Jung in den 1980er Jahren Professor für Systematische Pädagogik und Geschichte der Pädagogik in Karlsruhe. Ihren Status als die gesamte Pädagogik grundlegende Teildisziplin hat die Allgemeine Pädagogik eingebüßt, weil die anderen Subdisziplinen sich in ihren theoretischen und methodischen Orientierungen stark verselbstständigt haben.
Mitte der 1990er Jahre wurde in der Erziehungswissenschaft ein allgemeiner „Rückzug“ oder „Niedergang“ der Allgemeinen Pädagogik konstatiert. Hintergrund dieser Diskussion ist das rasante Wachstum, das alle Bereiche der Pädagogik seit den 1960er Jahren infolge einer Expansion des Erziehungs-, Bildungs- und Sozialsystems erlebt haben. Die Aufsplitterung der pädagogischen Praxis in eine Vielzahl von Tätigkeiten hat eine starke Ausdifferenzierung der Erziehungswissenschaft nach sich gezogen. Wie Dietrich Benner aufgewiesen hat, besitzt die pädagogische Praxis heute weder eine einheitliche Aufgabenstellung, noch gibt es eine sie orientierende und überprüfende systematisch gegliederte Wissenschaft. Mit der Rezeption der postmodernen Philosophie innerhalb der Allgemeinen Pädagogik wurde eine Formulierung einheitlicher pädagogischer Handlungsziele zunehmend als weder möglich noch hilfreich angesehen. Einerseits habe die Allgemeine Pädagogik dadurch einen Teil ihrer Hauptfunktion verloren, etwa die genaue inhaltliche Bestimmung der für das Fach axiomatischen Begriffe, andererseits jedoch auch Raum für theoretische Reflexion ausgehend von konkreter pädagogischer Praxis gewonnen.
Markus Rieger-Ladich beschrieb 2010 die damalige Lage der Allgemeinen Pädagogik: 
„Die Notwendigkeit der [Allgemeinen Pädagogik] – etwa die Reflexion der Formen pädagogischen  Handelns oder die Problematisierung gesellschaftlich relevanter Fragestellungen – wird gleichwohl auch gegenwärtig nicht grundsätzlich bestritten, wenngleich sie auf ungleich schwierigere Voraussetzungen trifft als noch etwa in der Mitte des 20. Jh. […]. Als Reaktion lassen sich derzeit zwei Strategien erkennen: Michael Wimmer (Pädagogik als Kulturwissenschaft, 2002) wirbt dafür, die Erziehungswissenschaft als Kulturwissenschaft zu begreifen. Auf diese Weise könne die [Allgemeinen Pädagogik] als Diskursraum konzipiert werden, der den Verlust der Einheit als Chance verstehe, der Widerstreit als Gewinn betrachte und dekonstruktive Lektüren als Reflexionsmodus kultiviere. Klaus Prange (Die Zeigestruktur der Erziehung, 2005) beschreitet einen anderen Weg: Er knüpft insofern an Überlegungen Herbarts an, als auch ihm an einer klaren Identifizierbarkeit pädagogischer Praktiken und der Eigenständigkeit der Erziehungswissenschaft gelegen ist.“

## Verbreitung und Lehrstühle
Das Fach Allgemeine Pädagogik ist vornehmlich im deutschsprachigen Raum, in Dänemark (Generel pædagogik), Polen (Pedagogika ogólna), Russland (Общая педагогика) und Italien (Pedagogia generale) von Bedeutung. In den meisten anderen Kulturkreisen – insbesondere überall dort, wo die aus dem deutschen Idealismus stammende Unterscheidung von Erziehung und Bildung sich nicht durchgesetzt hat – spricht man bei der theoretischen Grundlegung von Erziehung von „Bildungstheorie“ oder „Philosophy of Education“.
Einen Zweig Allgemeine Pädagogik gibt es in Deutschland an den meisten Hochschulen mit dem Angebot der Erziehungswissenschaft. Beispiele: An der Universität Bamberg hat Annette Scheunpflug einen Lehrstuhl für Allgemeine Pädagogik inne. An der LMU München lehren Hartmut Ditton und Rudolf Tippelt. An der Pädagogischen Hochschule Karlsruhe vertritt sie Rainer Bolle im Institut für Allgemeine und historische Erziehungswissenschaft.
An der Alpen-Adria-Universität Klagenfurt in Kärnten gibt es am Institut für Erziehungswissenschaft und Bildungsforschung eine Professur Allgemeine Erziehungswissenschaft und Interkulturelle Bildung, die derzeit Hans Karl Peterlini innehat.